# 674
Năm 674 là một năm trong lịch Julius.